# Reservatório (medicina)
Reservatório é um hospedeiro de outra espécie, que alberga o agente etiológico de determinada doença e o elimina para o meio exterior com capacidade infectante, ou seja, é o animal que aloja algum tipo de parasita sem que esse seja prejudicado, por exemplo, o barbeiro (Doença de Chagas) que aloja em seu organismo o Trypanosoma cruzi, ou mesmo o mosquito Aedes aegypti, transmissor do vírus da Dengue. Ou até mesmo o Sporothrix schenckii, causador da esporotricose. 